# 沖永良部島分屯基地
沖永良部島分屯基地（おきのえらぶじまぶんとんきち、JASDF Okinoerabujima Sub Base）位于日本鹿儿岛县大島郡知名町大島郡知名町上平川2081-1，為航空自衛隊那霸基地的分屯基地，部署有第55警戒隊。
分屯基地司令由第55警戒隊長兼任。

## 配置部隊
- 第55警戒隊